# Cardeline
Cardeline (Vaux-en-Beaujolais, 10 juin 1872 - Paris 8e, 27 avril 1970) est une femme de lettres française.

## Biographie
Née Magdeleine de Bussy, elle épouse le poète Pierre de Bouchaud. Elle publie des romans sous le pseudonyme de Cardeline (du provençal cardelino, chardonneret). Elle a collaboré à La Nouvelle Revue.

## Œuvres

### Romans
- L'Erreur d'Hermane ; Lemerre, 1899.
- Les Destinées rivales ; Plon 1905 [5]
- Francine Davier ; Ollendorff  1909 [6]
- L'Impossible Aveu ; Plon-Nourrit et Cie, 1913
- Les Sommets de l'amour ; Plon-Nourrit, 1914
- Les Détours du bonheur 1929  Librairie Plon[7]
- Mosaïques de Notre-Dame ; A. Blaizot, 1954

### Spiritualités
- Quelques anges ; Beauchesne et ses fils, 1967
- Paroles au vent : recueil de pensées

### Poésie
- Intailles Critique de Léon Mayet dans Le passe-temps et le parterre réunis
- Hymnes et versets ; Plon Nourrit, 1924[8]
- Nuits ; Blaizot 1926[9]

### Préface
- Préface de Gabrielle Bossis : auteur de “Lui et moi” (Édition chronologique établie par Madeleine de Bouchaud et sa fille d'après les carnets originaux de Gabrielle Bossis (Carnets, 1, 1936-1938) ; Beauchesne et ses fils, 1961.